# Say It Ain't So
 (juin 2024).
Si vous disposez d'ouvrages ou d'articles de référence ou si vous connaissez des sites web de qualité traitant du thème abordé ici, merci de compléter l'article en donnant les références utiles à sa vérifiabilité et en les liant à la section « Notes et références ».
Pour les articles homonymes, voir Say It Ain't So (homonymie).
Say It Ain't So est un morceau du groupe rock américain Weezer. Sorti en 1995, il est le troisième et dernier extrait de l'album Weezer, aussi connu sous le nom de Blue Album et paru l'année précédente.

## Chanson
Dans la chanson, le chanteur et parolier de Weezer, Rivers Cuomo, parle de l'alcoolisme de son beau-père.

## Vidéoclip
Le vidéoclip, premier du groupe à ne pas être tourné par Spike Jonze, fut filmé à Amherst House, le fameux garage dont la photo apparaît à l'intérieur du Blue Album, et dont il est question dans la chanson In The Garage, sur le même disque. C'est à cet endroit que le groupe se réunissait et enregistrait au cours de ses premières années.
Réalisé par Sophie Muller, on peut voir les quatre membres du groupe s'adonner à une partie de aki. Le webmestre, photographe, archiviste et ami de longue date de Weezer, Karl Koch (en), fait un caméo dans le clip.

## Anecdotes
Le groupe Deftones reprend régulièrement Say It Ain't So en spectacle. Le chanteur du groupe métal, Chino Moreno, a déjà cité Weezer comme son groupe favori après The Cure.

## Réception critique
La chanson a été élue 10e plus grande chanson des années 90 selon le webzine américain Pitchfork Media.

## Dans la culture populaire
La chanson est apparue dans le jeu Rock Band. Elle est également présente dans le film français Play (2019).